# La flotte se mouille
Pour plus de détails, voir Fiche technique et Distribution.
La flotte se mouille (titre original : McHale's Navy) est un film américain d'Edward Montagne (en), sorti en 1964.

## Synopsis
En 1943 pendant la Seconde Guerre mondiale, le capitaine McHale, commandant un contre-torpilleur dans le Pacifique, tente de trouver de l'argent pour aider Sœur Monique à assumer la charge d'un orphelinat.

## Fiche technique
- Titre original : McHale's Navy
- Réalisation : Edward Montagne (en)
- Scénario : Frank Gill Jr. et George Carleton Brown d'après une histoire de Si Rose
- Directeur de la photographie : William Margulies
- Costumes : Helen Colvig
- Montage : Sam E. Waxman
- Musique originale : Jerry Fielding
- Production : Edward Montagne (en)
- Pays :  États-Unis
- Genre : Film de guerre, Comédie
- Durée : 93 minutes
- Date de sortie : juin 1964 (États-Unis)

## Distribution
- Ernest Borgnine (VF : Claude Bertrand) : Capitaine Quinton McHale
- Tim Conway (VF : Jacques Marin) : Enseigne Charles Parker
- Joe Flynn (VF : Henri Crémieux) : Capitaine Wallace B. Binghamton
- Bob Hastings (VF : Antoine Marin) : Lieutenant Elroy Carpenter
- Gary Vinson (VF : Alain Querret) : Quartier-Maître George « Cristy » Christopher
- John Wright (VF : Henri Laverne) : Willy Moss
- Carl Ballantine (VF : Pascal Mazzotti) : Torpilleur Lester Gruber
- Billy Sands (VF : Guy Piérauld) : Harrison Bell, le machiniste
- Edson Stroll (VF : Charles Dorat) : Virgil Edwards
- Gavin MacLeod (VF : Georges Riquier) : Joseph « Happy » Hanes
- Yoshio Yoda (en) (VF : Jacques Aveline) : Fuji Kobiaji
- Jean Willes (VF : Lita Recio) : Margot Money
- Claudine Longet (VF : Jeanine Freson) : Andrea Bouchard
- George Kennedy (VF : Alain Souchère) : Henri Le Clerc
- Marcel Hillaire (VF : Georges Hubert) : le chef des gendarmes